# Karen Poniachik
Karen Paulina Poniachik Pollak (Santiago del Cile, 20 aprile 1965 – Santiago del Cile, 12 ottobre 2022) è stata una politica e giornalista cilena, ministra delle risorse minerarie dall'11 marzo 2006 all'8 gennaio 2008 nel primo governo di Michelle Bachelet.

## Biografia
Nata in una famiglia di origine ebraica, i suoi nonni arrivarono in Cile dalla Romania e dalla Polonia sfuggendo all'assedio nazista che cominciava a propagarsi in Europa all'inizio degli anni trenta.
Visse con la sua famiglia nella capitale cilena fino all'arrivo al potere del partito di sinistra Unità Popolare, quando decisero di emigrare negli Stati Uniti. Tornarono nel paese cileno poco prima del colpo di Stato del settembre 1973.
Conseguì successivamente il titolo professionale di giornalista presso la Pontificia università cattolica del Cile nel 1987 e un master in relazioni internazionali presso la Columbia University di New York nel 1990.

### Percorso politico
Lavorò come analista politica internazionale per il canale ECO/Televisa tra il 1990 e il 1995, oltre ad essere corrispondente per Canal 13 e per la rivista Cosas a New York.
Durante il governo del presidente Ricardo Lagos ricoprì la carica di vicepresidente esecutiva del Comitato per gli investimenti stranieri, dal marzo 2000 al marzo 2006. Dallo stesso marzo assunse gli incarichi di ministra delle risorse minerarie e presidente della Commissione nazionale per l'energia sotto il governo della presidente Michelle Bachelet, terminati rispettivamente nel gennaio 2008 e nel marzo del 2007.
Nel marzo 2008 si prese la responsabilità di guidare i negoziati del suo paese per l'adesione all'OCSE, avvenuta poi nel gennaio 2010.

### Morte
È morta il 12 ottobre 2022, all'età di 57 anni.